# Кизикерменский шлях
Кизикерменский шлях — почтовый тракт.

## История
Основан в начале 1770-х годов по приказу генерал-фельдмаршала Петра Румянцева-Задунайского и запорожского кошевого атамана Петра Калнышевского.
Начинался на правом берегу Днепра, напротив Кременчуга, шёл параллельно Никитинскому шляху на юг к Кызы-Кермену. Соединял русскую армию с крепостью Кинбурн.
Кизикерменским путем в 1787 году проезжала Екатерина II, возвращаясь из путешествия по Новороссии.

## Характеристика
Основные населённые пункты Онуфриевка, Ивановка, Зыбково, Александровка, Жёлтое, Куриная Балка, правый берег реки Жёлтая, Анновка, Недайвода, Евстафиевка, Кривой Рог, Пономарёва, Шестерня, Блакитна, Давыдов Брод.